# 張劭
张劭（？—？），字元伯，汝南（今河南省汝南）人。東漢名士，曾為太學生。因與山阳郡范巨卿為好友而知名。

## 生平
张劭在太學時與同窗范巨卿結交為好友，兩人分別時，范巨卿稱兩年後要去拜訪张劭。約定的日子快到了，张劭請母亲張羅鸡肉、黍、酒等候，要接待范巨卿。母亲稱张劭與范巨卿相隔千里，更不相信有人會記得「兩年前的約定」，但张劭堅稱范巨卿一定會來，後來范巨卿果然依約前來，是為「鸡黍之交」。
張劭後來生病，病危將死，一心想見范巨卿，但最終過世。後居然託夢給范巨卿，要范巨卿趕去參加葬禮。要埋葬之時，范巨卿尚未到，棺木居然變重而無法抬動，直到范巨卿到場，棺木才得以移動。范巨卿痛哭流涕，在場的一千餘人皆非常感動。范巨卿並在墳上种树以紀念之。
張劭、范巨卿的「鸡黍之交」聞名天下，元朝宮天挺以此作雜劇《死生交范張雞黍》，明代小說家馮夢龍《喻世明言》亦有《范巨卿雞黍死生交》傳世。